# Парана (штат)
Парана́ (порт. Paraná) — штат на юге Бразилии. Граничит со штатами Мату-Гросу-ду-Сул и Сан-Паулу на севере, штатом Санта-Катарина и Аргентиной на юге, а также с Парагваем на западе; восток штата омывается Атлантическим океаном. Административный центр — город Куритиба.
Парана — один из трёх штатов Бразилии (наряду с Санта-Катариной и Риу-Гранди-ду-Сул), территория которых расположена южнее Южного тропика.

## География
Территория штата представляет собой по преимуществу горное плато (См.: Плато Параны) высотой от 200 до 1000 м, орошаемое Параной и её притоками. К прибрежью плато постепенно понижается, в этом районе оно почти полностью покрыто кампосами, плодородными луговыми равнинами, в которых преобладают араукарии.
Реки штата (Парана, Игуасу, Паранапанема) обладают мощным гидроэнергетическим потенциалом.
Столица Параны, город Куритиба, благодаря плановому архитектурному проектированию, выглядит современно, несмотря на элементы авангардизма в своём облике.

## История

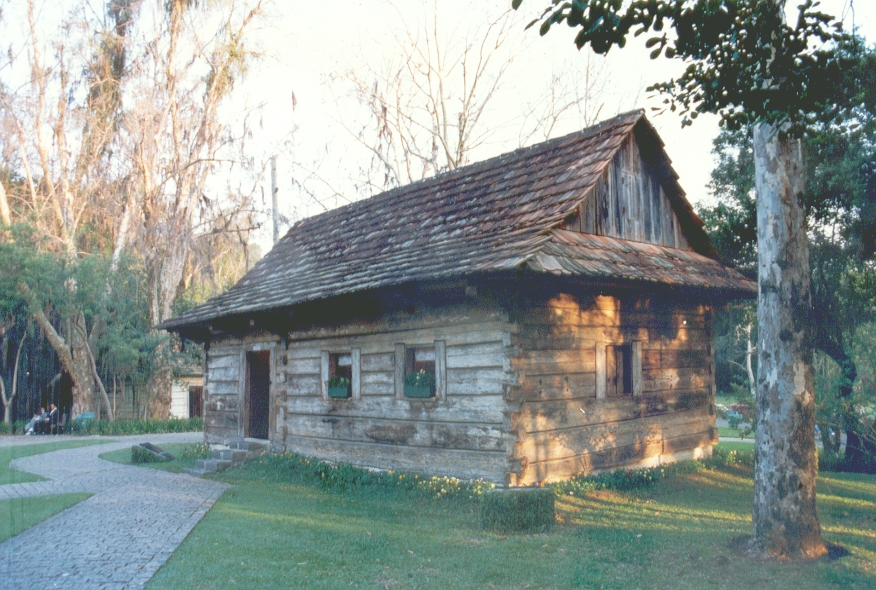
Дом польского иммигранта в Куритибе

Начиная со своего становления, штат Парана известен этническим разнообразием населения, благодаря чему получил прозвище «Земля всех народов». На территории Параны проживают более 30 народов. Правительство штата долгое время активно стимулировало миграционную волну: в штат на постоянное место жительства были приглашены немцы, итальянцы, голландцы, ливанцы, евреи, японцы, украинцы и поляки.
Первые польские иммигранты прибыли в Парану организованными группами в 1869 году. С 1890 года последовал резкий приток польских переселенцев. К началу 1930-х годов в штат переселились уже порядка 150 тысяч поляков, что составляло тогда около 18 % населения.
Иммигранты из районов нынешней Польши чаще всего занимались сельским хозяйством, жили в польских анклавах и сохраняли свои традиции. В 1934 году польская организация Морская и колониальная лига купила в Паране землю и основала там посёлок для польских иммигрантов — Морская воля.

## Демография
Согласно сведениям, собранным в ходе переписи 2010 г. Национальным институтом географии и статистики (IBGE), население штата составляет:
| Полное население                       | Полное население                       | Полное население                       | Полное население                       | 10 444 526 |
| -------------------------------------- | -------------------------------------- | -------------------------------------- | -------------------------------------- | ---------- |
| в том числе:                           | Городское население                    | 8 912 692                              | Процент городского населения, %        | 85,33      |
|                                        | Сельское население                     | 1 531 834                              | Процент сельского населения, %         | 14,67      |
|                                        | Мужское население                      | 5 130 994                              | Процент мужского населения, %          | 49,13      |
|                                        | Женское население                      | 5 313 532                              | Процент женского населения, %          | 50,87      |
| Плотность населения, чел/км²           | Плотность населения, чел/км²           | Плотность населения, чел/км²           | Плотность населения, чел/км²           | 52,40      |
| Население штата в % к населению страны | Население штата в % к населению страны | Население штата в % к населению страны | Население штата в % к населению страны | 5,48       |

## Административное устройство
Административно штат разделён на 10 мезорегионов и 39 микрорегионов. В штате — 399 муниципалитетов.

## Экономика
Благодаря благоприятному климату и плодородным землям первый экономический цикл развития штата был связан с животноводством. Ко второй половине XIX века в Паране стало развиваться и земледелие, сначала со скромной культурой чая мате, а затем обширными плантациями кофе.
Сегодня Парана входит в пятёрку самых богатых штатов Бразилии. В штате процветают животноводство, в частности, овцеводство, а также экотуризм. С 2001 года в промышленном производстве штата ежегодно отмечаются высокие показатели. Основной прирост экономики происходит за счёт производства автотранспортных средств. Кроме того, важными отраслями экономики являются книгоиздание и печать, станкостроение и обработка древесины.